# Vaccin contre le tétanos
Le vaccin contre le tétanos est un vaccin destiné à prévenir le tétanos, une maladie causée par une bactérie de l'espèce Clostridium tetani. L'efficacité du vaccin est importante et ses effets secondaires sont le plus souvent sans gravité. Il fait partie des vaccins recommandés tout au long de la vie.

## Rappels
Le tétanos est une toxi-infection aiguë non contagieuse due à une neurotoxine produite par la bactérie Clostridium tetani et responsable d'une atteinte neuromusculaire souvent mortelle.

## Caractéristiques
Le vaccin contre le tétanos disponible en France se compose d'une anatoxine adsorbée sur hydroxyde d'aluminium.
Il existe également sous forme combinée :
- aux vaccins contre la diphtérie et la poliomyélite (vaccin DTP) ;
- aux vaccins contre la coqueluche, la diphtérie et la poliomyélite (vaccin DTCP) ;
- aux vaccins contre la coqueluche, la diphtérie, les infections à Haemophilus influenzae et la poliomyélite (vaccin DTCP-Hib) ;
- aux vaccins contre la coqueluche, la diphtérie, les infections à Haemophilus influenzae, l'hépatite B et la poliomyélite (vaccin DTC-HepB-P-Hib).

## Recommandations
En France, la primo-vaccination recommandée des nourrissons se compose de 2 injections à 2 mois d'intervalle, aux âges de 2 et 4 mois, suivies d'un rappel à l'âge de 11 mois. Les rappels ultérieurs recommandés sont aux âges de 6 ans puis entre 11 et 13 ans chez l'enfant. Par la suite, chez l'adulte, les vaccinations sont recommandées aux âges de 25 ans, 45 ans et 65 ans, puis tous les 10 ans.
La primo-vaccination du nourrisson est obligatoire en France.

## Efficacité
La durée de l'immunité conférée par la vaccination est évaluée à 20 ans en moyenne, avec un taux d'anticorps significatif (10 UI/L) chez 95 % des sujets à 5 ans et 91 % des sujets à 10 ans.

## Réalisation de la prise du vaccin
Le vaccin contre le tétanos est prescrit par le médecin traitant ou bien une sage-femme (pour les femmes, l'entourage des femmes enceintes et l'entourage du nouveau-né jusqu'à ses 8 semaines). Il est ensuite réalisé par voie intramusculaire, c’est-à-dire, l'administration d'un produit médicamenteux dans les muscles. Généralement, le vaccin du tétanos est injecté dans le muscle deltoïde. Il peut aussi être administré par voie sous-cutanée (sous la peau),.

## Tolérance
Le principal effet indésirable du vaccin contre le tétanos est la douleur au site d'injection. Plus rarement, un épisode fébrile peut survenir, et des cas d'urticaire, d'anaphylaxie et de trismus ont été décrits.
Le vaccin est contre-indiqué en cas d'hypersensibilité à un des constituants ou de troubles neurologiques survenus à la suite d'une précédente administration. La vaccination est à différer en cas de maladie aiguë.